# سقوط برلين (1806)
وقع سقوط برلين في 27 أكتوبر 1806 عندما تم الاستيلاء على العاصمة البروسية برلين من قبل القوات الفرنسية في أعقاب معركة يينا-أويرشتيد. لقد دخل الإمبراطور الفرنسي نابليون بونابرت إلى المدينة، حيث أصدر مرسوم برلين الخاص بتنفيذ نظامه القاري. حدث نهب برلين على نطاق واسع.

## الاحتلال
في حين فرت القوات البروسية وملكها فريدرش فيلهلم الثالث شرقًا إلى كونيغسبرغ في بروسيا الشرقية لمواصلة المقاومة.

## العواقب
أرغمت معاهدات تيليست اللاحقة بروسيا على التخلي عن أجزاء كبيرة من أراضيها وقبول الحاميات الفرنسية في قلاعها ومستوطناتها الرئيسية. أصبحت بروسيا دولة تابعة لفرنسا، وأجبرت على دفع تعويضات كبيرة، وظلت برلين نفسها محتلة حتى أوائل عام 1813. كما تم تأسيس حامية في قلعة سبانداو القريبة.
بعد انسحاب نابليون من موسكو في عام 1812، غيرت القوات البروسية التي كانت تعمل كقوات مساعدة للفرنسيين جانبها ودعمت روسيا. لقد أجبر هذا إلى جانب الانتفاضات الكبرى في جميع أنحاء الأراضي البروسية، القوات الفرنسية إلى التراجع والتخلي عن برلين. أصبحت المدينة بعد ذلك هدفًا رئيسيًا للفرنسيين الذين حاولوا استعادتها خلال الحملة الألمانية لعام 1813، وانتهت فقط بالانسحاب الفرنسي الكامل بعد معركة لايبزج.

## التأثير
مع أن برلين قد سبق مداهمتها مرتين خلال حرب السنوات السبع، إلا أن احتلالها كان بمثابة ضربة كبرى للقيادة البروسية. لقد دمر ما حدث سمعة الجيش البروسي خلال أيام فريدرش العظيم. وبعد وصوله إلى برلين، زار نابليون قبر فريدرش وقيل إنه قال: «إذا كان هذا الرجل حيًا فلن أقف هنا الآن». أصبح هذا مشهدًا مبدعًا في الثقافة الألمانية، تم تصويره في أفلام بروسية مثل فريتز العجوز (1927) وكولبرج (1945).
في أعقاب سقوط برلين، تم إطلاق حركة إصلاح كبرى لاستعادة الفعالية القتالية للجيش البروسي وتجديد الأمة ككل من أجل التخطيط لحرب الانتقام ضد فرنسا. لعبت القوات البروسية التي تم إصلاحها دورًا رئيسيًا في التراجع الفرنسي اللاحق من ألمانيا في 1813-14، وكذلك خلال هزيمة نابليون الأخيرة خلال حملة واترلو في عام 1815.